# HD 130603
HD 130603 är en gulvit stjärna i huvudserien i Björnvaktarens stjärnbild. Den är huvudkomponenten i ett stjärnsystem.
Stjärnan har visuell magnitud +6,51 och kräver fältkikare för att kunna observeras även vid god seeing.